# Mardi Himal
Mardi Himal, Nepali: मर्दी हिमाल, is een berg met een hoogte van 5587 m in het Annapurna-gebied in Nepal.
De berg Mardi Himal ligt op minder dan 20 km afstand noordelijk van Pokhara in Nepal. Het is de zuidelijkste top van het Annapurna-gebergte. De foto's die in 1953 door de Engelsman Basil Goodfellow werden gemaakt zorgden dat de berg "ontdekt" werd. De eerste beklimming was in 1961, via de oostwand. Dit is de meest gebruikte route tot nu toe. Pogingen om via de zuidwand te klimmen zijn tot nu toe niet gelukt.
De berg ligt in in het verlengde van de zuidwestgraat van zijn "grote broer" Machhapuchhre en is het meest zichtbaar vanuit het zuiden. De zuidwest wand heeft drie duidelijke rotsgraten, met daartussen hangende gletsjers. De oostwand is van de Machhapuchhare graat gescheiden door een pas op 5200 meter. De meest gebruikte klimroute gaat via deze pas. De top biedt het mooist denkbare uitzicht op de Machhapuchhare en andere toppen van het Annapurna-massief.
De dalen en bergruggen aan de voet van de Mardi Himal zijn steil en sterk begroeid met bamboe en rhododendrons.